# Xã East Custer, Quận Custer, Nebraska
Xã East Custer (tiếng Anh: East Custer Township) là một xã thuộc quận Custer, tiểu bang Nebraska, Hoa Kỳ. Năm 2010, dân số của xã này là 47 người.